# 海蘭格羅夫鎮區 (明尼蘇達州克萊縣)
海蘭格羅夫鎮區（英語：Highland Grove Township）是位於美國明尼蘇達州克萊縣的一個行政鎮區。

## 地方資料
海蘭格羅夫鎮區的面積為90.60平方千米，當中陸地面積為89.00平方千米，而水域面積為1.60平方千米。根據2020年美國人口普查的數據，當地共有人口274人，而人口密度為每平方千米3.02人。